# Denys Issajenko
Denys Wiktorowytsch Issajenko (ukrainisch Денис Вікторович Ісаєнко, russisch Денис Викторович Исаенко Denis Wiktorowitsch Issajenko; * 17. März 1980 in Charkiw, Ukrainische SSR, Sowjetunion) ist ein ehemaliger ukrainischer Eishockeynationalspieler, der auch mehrfach ukrainischer Landesmeister wurde.

## Karriere
Denys Issajenko begann seine Karriere als Eishockeyspieler in seiner Heimatstadt Charkiw, wo er für eine Jugendmannschaft spielte. 1998/99 spielte er für die zweite Mannschaft von Lokomotive Jaroslawl in der Wysschaja Liga, der zweithöchsten russischen Eishockeyliga. Anschließend kehrte er aus Zentralrussland in die Ukraine zurück, wo er für den HK Berkut Kiew auf dem Eis stand. Mit dem Hauptstadtklub gewann er 2000 und 2001 die East European Hockey League und 2002 die ukrainische Meisterschaft. Nach diesen Erfolgen zog es ihn zum HK Homel nach Belarus. Mit seinem neuen Klub wurde er 2003 belarussischer Meister und gewann 2003 und 2004 den belarussischen Pokalwettbewerb. Anschließend kehrte er nach Kiew zurück, wo er nun für den HK Sokil aktiv war. Mit Sokil konnte er nicht nur 2005 und 2006 seine zweite und dritte ukrainische Landesmeisterschaft erringen, sondern spielte auch weiterhin in der belarussischen Extraliga. Mitten in der Spielzeit 2006/07 kehrte er jedoch nach Homel zurück und konnte mit dem dortigen HK zum dritten Mal den belarussischen Landespokal erringen. Nach diesem Intermezzo spielte er ab 2008 erneut für Sokil Kiew und gewann mit dem Klub 2009 und 2010 erneut den ukrainischen Titel. Als 2011 mit der Professionellen Hockey-Liga eine Vollprofiliga in der Ukraine gegründet wurde, wechselte er zum HK Berkut nach Browary, der in dieser Klasse startete. Als Berkut 2013 seine Profimannschaft aus finanziellen Gründen abmelden musste, ging er zum HK Kompanjon-Naftohas Kiew, mit dem er 2014 Ukrainischer Meister wurde. Die Spielzeit 2015/16 begann er beim HK Generals Kiew wechselte aber im Januar 2016 zum HK Krementschuk, wo er 2017 seine Karriere beendete.

### International
Issajenko kam erstmals bei der U20-Weltmeisterschaft 2000 für sein Heimatland zum Einsatz, als er mit den Ukrainern den Abstieg aus der A-Gruppe hinnehmen musste. Zudem spielte er mit der ukrainischen Studentenauswahl bei der Winter-Universiade 2001 im polnischen Zakopane, als die Mannschaft hinter der Slowakei und Kanada die Bronzemedaille gewann.
Für die A-Nationalmannschaft der Ukraine spielte der Verteidiger bei den Weltmeisterschaften 2005, 2006 und 2007 in der Top-Division. In der Division I bestritt er bisher die Weltmeisterschaften der Jahre 2010, als er die beste Plus/Minus-Bilanz des Turniers aufwies, 2011, 2012, 2014, 2016 und 2017. Zudem vertrat er seine Farben bei den Qualifikationsturnieren für die Olympischen Winterspiele in Turin 2006 und in Pyeongchang 2018.

## Erfolge und Auszeichnungen
- 2000 East-European-Hockey-League-Gewinn mit dem HK Berkut Kiew
- 2001 East-European-Hockey League-Gewinn mit dem HK Berkut Kiew
- 2002 Ukrainischer Meister mit dem HK Berkut Kiew
- 2003 Belarussischer Meister mit dem HK Homel
- 2004 Belarussischer Pokalsieger mit dem HK Homel
- 2004 Belarussischer Pokalsieger mit dem HK Homel
- 2005 Ukrainischer Meister mit dem HK Sokil Kiew
- 2006 Ukrainischer Meister mit dem HK Sokil Kiew
- 2007 Belarussischer Pokalsieger mit dem HK Homel
- 2009 Ukrainischer Meister mit dem HK Sokil Kiew
- 2010 Ukrainischer Meister mit dem HK Sokil Kiew
- 2014 Ukrainischer Meister mit dem HK Kompanjon-Naftohas Kiew

### International
- 2001 Bronzemedaille bei der Winter-Universiade 2001
- 2010 Beste Plus/Minus-Bilanz der Weltmeisterschaft der Division I, Gruppe B
- 2016 Aufstieg in die Division I, Gruppe A, bei der Weltmeisterschaft der Division I, Gruppe B

## Statistik
(Stand: Ende der Saison 2013/14)